# For We Are Many
For We Are Many – piąty album studyjny amerykańskiego zespołu metalcore’owego, All That Remains. Został wydany 12 października 2010. Jako trzeci album tego zespołu, został wyprodukowany przez amerykańskiego gitarzystę zespołu Killswitch Engage, Adama Dutkiewicza, który wyprodukował również płyty This Darkened Heart i The Fall of Ideals.

## Lista Utworów
1. "Now Let Them Tremble..." – 1:23
2. "For We Are Many" – 2:59
3. "The Last Time" – 3:58
4. "Some of the People, all of the Time" – 3:22
5. "Won't Go Quietly" – 4:00
6. "Aggressive Opposition" – 3:45
7. "From the Outside" – 3:34
8. "Dead Wrong" – 3:07
9. "Faithless" – 3:34
10. "Hold On" – 2:57
11. "Keepers of Fellow Man" – 3:10
12. "The Waiting One" – 4:48
13. "Of the Deep" – 2:49
14. "Hold On (Radio Edit)" – 2:57 (utwór dodatkowy)

## Twórcy
- Philip Labonte – wokal
- Mike Martin – gitara
- Oli Herbert – gitara prowadząca
- Jeanne Sagan – gitara basowa
- Jason Costa – perkusja